# イソプルラナーゼ
イソプルラナーゼ (Isopullulanase, IPU; EC 3.2.1.57) は、多糖プルランのα-1,4-グルコシド結合を加水分解し、三糖イソパノースを生成する酵素である。系統名は、pullulan 4-glucanohydrolase (isopanose-forming)。GH49ファミリー。

## 概要
黒麹菌Aspergillus niger ATCC9642株より1971年に坂野好幸らにより見出された。
デンプンの部分構造であるGlcα-(1→6)-Glcα-(1→4)-Glc という構造を持つオリゴ糖のα-1,4-グルコシド結合を分解するが、デンプンそのものには作用しない。
プルランを分解する酵素にはIPUの他に、プルラナーゼ (EC 3.2.1.41) やネオプルラナーゼ (EC 3.2.1.135)があるが、いずれもCAZyにおいて糖質加水分解酵素ファミリー13 (GH13) に分類される。それに対しIPUはGH49に分類され、他のプルラン分解酵素と一次構造上の相同性が全く認められない。GH49に属する酵素はIPUを除いてデキストラナーゼ (EC 3.2.1.11) 等、α-1,6-グルコシド結合からなる多糖デキストランを加水分解する酵素であるが、IPUはデキストランを分解できない特徴を持つ。
2008年、X線結晶構造解析により立体構造が明らかになった。IPUは逆行βシートからなるN末端側ドメインと、3本のβストランドが1コイルを形成し、それが10本連なるβヘリックス構造をとるC末端側ドメインから構成される。